# شهرستان جیانگچوان
شهرستان جیانگچوان (به لاتین: Jiangchuan District) یک منطقهٔ مسکونی در چین است که در یوکسی واقع شده‌است. شهرستان جیانگچوان ۸۵۰ کیلومتر مربع مساحت و ۲۶۰٬۰۰۰ نفر جمعیت دارد.